# Cottsia
A Cottsia a Malpighiales rendjébe és a malpighicserjefélék (Malpighiaceae) családjába tartozó nemzetség.

## Rendszertani eltérés
Korábban a Cottsia-fajokat a Janusia növénynemzetségbe sorolták, de manapság önálló nemzetséget kaptak. Azonban a „The Plant List” című forrás még bizonytalan e státuszuk felől.

## Rendszerezés
A nemzetségbe az alábbi 4 faj tartozik:
- Cottsia californica (Benth.) W.R.Anderson & C.Davis
- Cottsia gracilis (A.Gray) W.R.Anderson & C.Davis, 2007
- Cottsia linearis (Wiggins) W.R.Anderson & C.Davis
- Cottsia scandens Dubard & Dop